# Seilhan
Seilhan est une commune française située dans le sud-ouest du département de la Haute-Garonne en région Occitanie.
Sur le plan historique et culturel, la commune est dans le pays de Comminges, correspondant à l’ancien comté de Comminges, circonscription de la province de Gascogne située sur les départements actuels du Gers, de la Haute-Garonne, des Hautes-Pyrénées et de l'Ariège. Exposée à un climat océanique altéré, elle est drainée par la Garonne. La commune possède un patrimoine naturel remarquable : deux sites Natura 2000 (les « chaînons calcaires du Piémont Commingeois » et « Garonne, Ariège, Hers, Salat, Pique et Neste »), un espace protégé (« la Garonne, l'Ariège, l'Hers Vif et le Salat ») et cinq zones naturelles d'intérêt écologique, faunistique et floristique.
Seilhan est une commune rurale qui compte 209 habitants en 2022. Elle fait partie de l'aire d'attraction de Saint-Gaudens. Ses habitants sont appelés les Seilhanais ou  Seilhanaises.

## Géographie

### Localisation
La commune de Seilhan se trouve dans le département de la Haute-Garonne, en région Occitanie.
Elle se situe à 93 km à vol d'oiseau de Toulouse, préfecture du département, à 14 km de Saint-Gaudens, sous-préfecture, et à 29 km de Bagnères-de-Luchon, bureau centralisateur du canton de Bagnères-de-Luchon dont dépend la commune depuis 2015 pour les élections départementales.
La commune fait en outre partie du bassin de vie de Montréjeau.
Les communes les plus proches sont : 
Labroquère (1,9 km), Valcabrère (2,1 km), Gourdan-Polignan (2,2 km), Tibiran-Jaunac (2,6 km), Saint-Bertrand-de-Comminges (2,6 km), Mazères-de-Neste (3,5 km), Huos (3,5 km), Loures-Barousse (3,8 km).
Sur le plan historique et culturel, Seilhan fait partie du pays de Comminges, correspondant à l’ancien comté de Comminges, circonscription de la province de Gascogne située sur les départements actuels du Gers, de la Haute-Garonne, des Hautes-Pyrénées et de l'Ariège.
Les communes limitrophes sont  Gourdan-Polignan, Huos, Labroquère et Tibiran-Jaunac.
|                                  | Gourdan-Polignan |      |
| Tibiran-Jaunac (Hautes-Pyrénées) | Seilhan          | Huos |
|                                  | Labroquère       |      |

### Géologie et relief
La superficie de la commune est de 468 hectares ; son altitude varie de 417  à   702 mètres.
Le Picon Garros se trouve sur une partie de la commune.

### Hydrographie

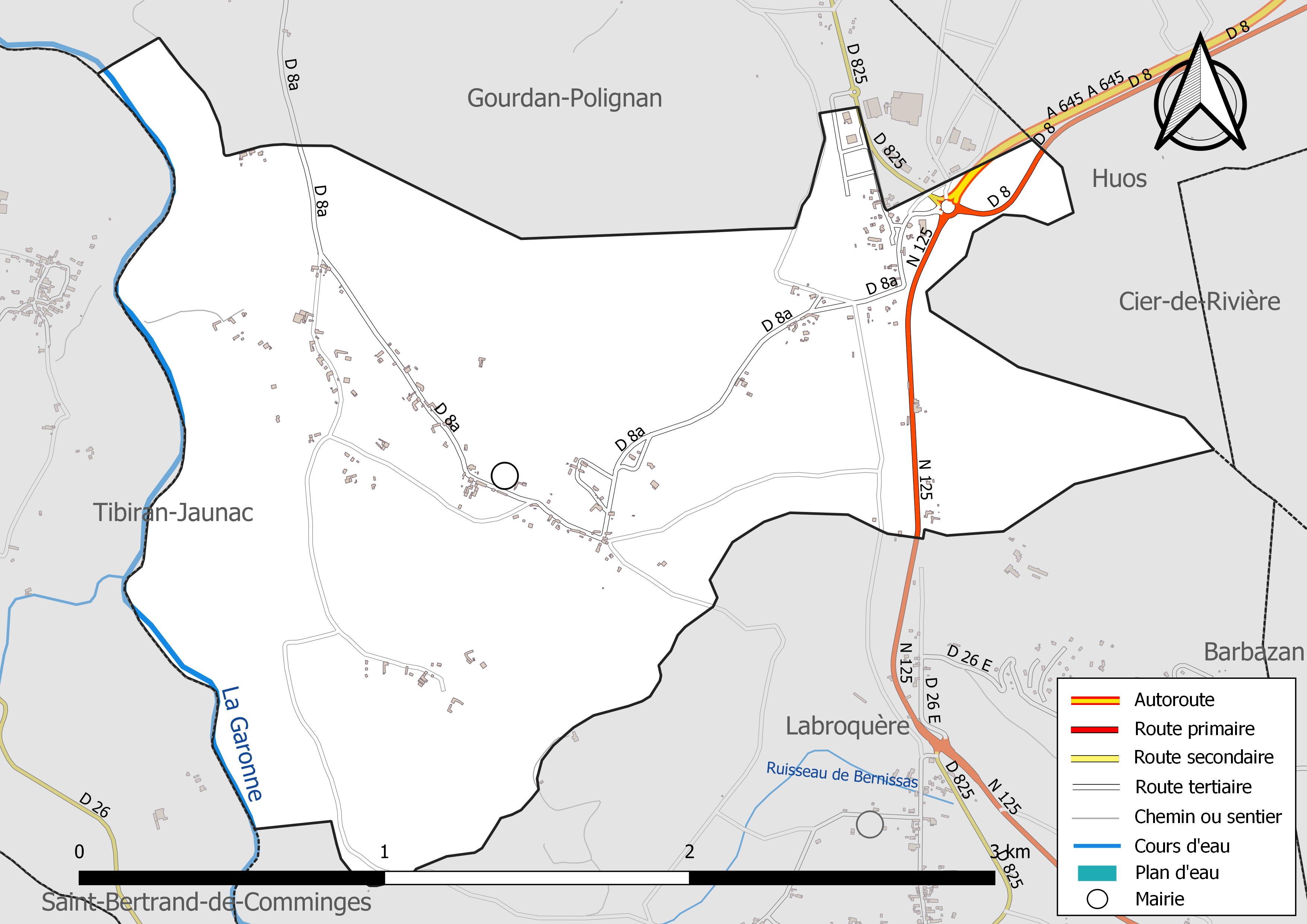
Réseaux hydrographique et routier de Seilhan.

La commune est dans le bassin de la Garonne, au sein du bassin hydrographique Adour-Garonne. Elle est drainée par la Garonne, constituant un réseau hydrographique de 2 km de longueur totale,.
La Garonne est un fleuve principalement français prenant sa source en Espagne et qui coule sur 529 km avant de se jeter dans l’océan Atlantique.

### Climat
Pour des articles plus généraux, voir Climat de l'Occitanie et Climat de la Haute-Garonne.
En 2010, le climat de la commune est de type climat océanique altéré, selon une étude s'appuyant sur une série de données couvrant la période 1971-2000. En 2020, Météo-France publie une typologie des climats de la France métropolitaine dans laquelle la commune est exposée à un climat de montagne ou de marges de montagne et est dans la région climatique Pyrénées centrales, caractérisée par une pluviométrie annuelle de 1 000 à 1 200 mm.
Pour la période 1971-2000, la température annuelle moyenne est de 11,4 °C, avec une amplitude thermique annuelle de 14,9 °C. Le cumul annuel moyen de précipitations est de 996 mm, avec 10 jours de précipitations en janvier et 7 jours en juillet. Pour la période 1991-2020, la température moyenne annuelle observée sur la station météorologique la plus proche, située sur la commune de Clarac à 7 km à vol d'oiseau, est de 12,5 °C et le cumul annuel moyen de précipitations est de 804,9 mm,. Pour l'avenir, les paramètres climatiques de la commune estimés pour 2050 selon différents scénarios d’émission de gaz à effet de serre sont consultables sur un site dédié publié par Météo-France en novembre 2022.

### Milieux naturels et biodiversité
Seilhan est l'un des dix sites connus en France où pousse le Genêt Hérissé, cette espèce rare se trouve essentiellement dans les Pyrénées notamment en Espagne.
Le Genêt hérissé est une plante protégée au niveau national.

#### Espaces protégés
La protection réglementaire est le mode d’intervention le plus fort pour préserver des espaces naturels remarquables et leur biodiversité associée,.
Un  espace protégé est présent sur la commune : 
« la Garonne, l'Ariège, l'Hers Vif et le Salat », objet d'un arrêté de protection de biotope, d'une superficie de 1 658,7 ha.

#### Réseau Natura 2000

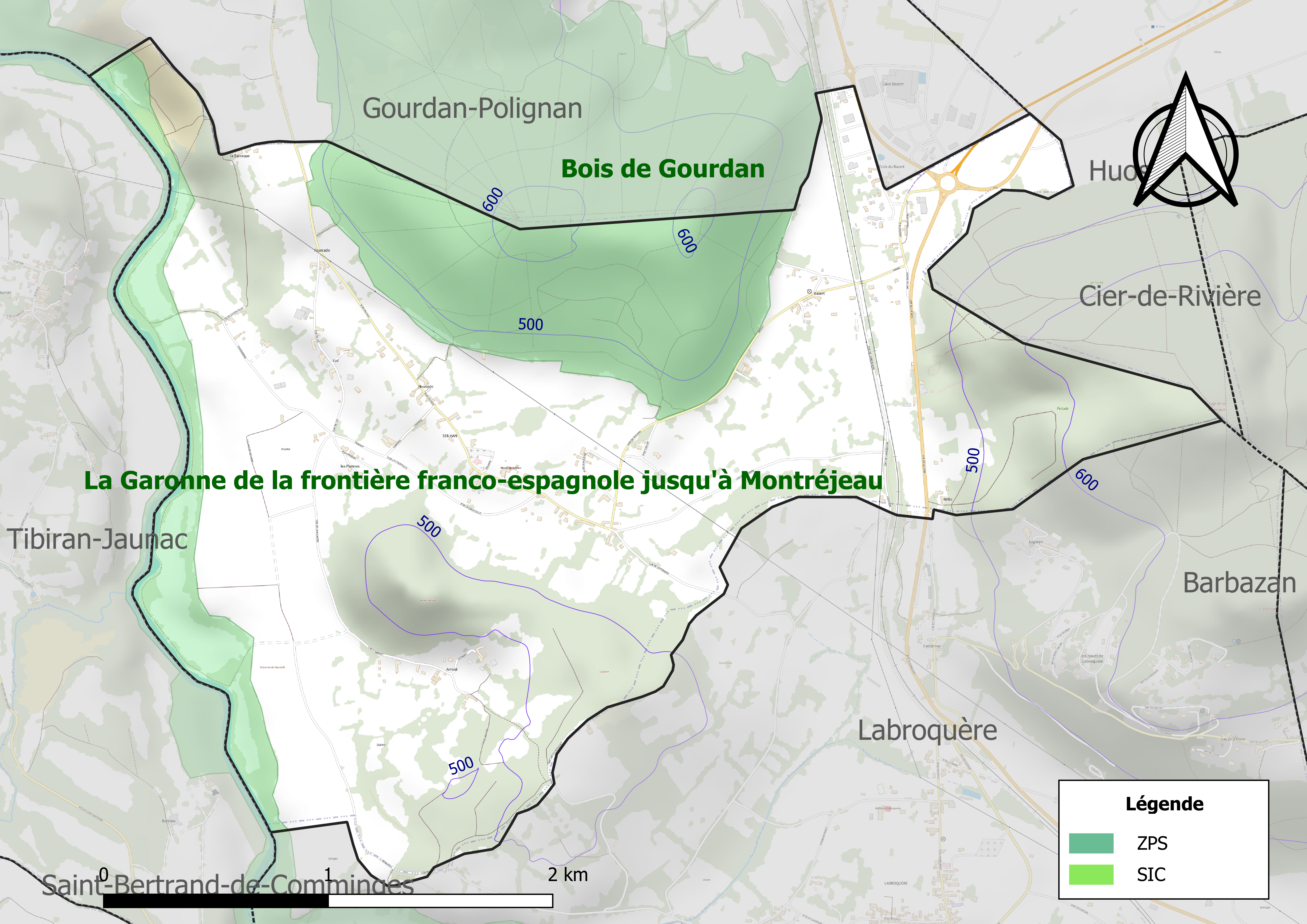
Sites Natura 2000 sur le territoire communal.

Le réseau Natura 2000 est un réseau écologique européen de sites naturels d'intérêt écologique élaboré à partir des directives habitats et oiseaux, constitué de zones spéciales de conservation (ZSC) et de zones de protection spéciale (ZPS).
Deux sites Natura 2000 ont été définis sur la commune au titre de la directive habitats :
- les « chaînons calcaires du Piémont Commingeois », d'une superficie de 6 198 ha, sont un site vallonné forestier et bocager du piémont pyrénéen[23] ;
- « Garonne, Ariège, Hers, Salat, Pique et Neste », d'une superficie de 9 581 ha, un réseau hydrographique pour les poissons migrateurs (zones de frayères actives et potentielles importantes pour le Saumon en particulier qui fait l'objet d'alevinages réguliers et dont des adultes atteignent déjà Foix sur l'Ariège[24].

#### Zones naturelles d'intérêt écologique, faunistique et floristique

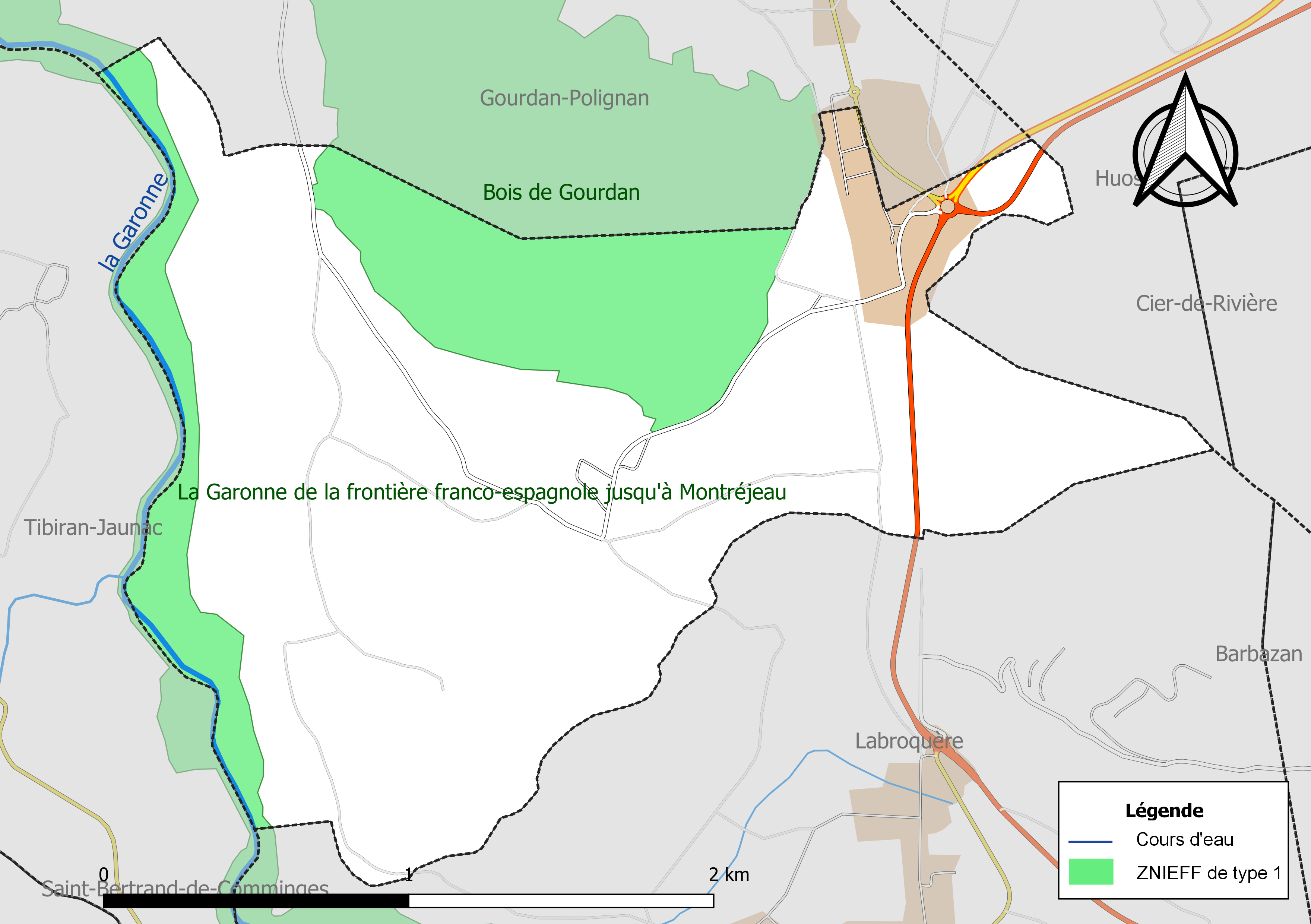
Carte des ZNIEFF de type 1 localisées sur la commune.

L’inventaire des zones naturelles d'intérêt écologique, faunistique et floristique (ZNIEFF) a pour objectif de réaliser une couverture des zones les plus intéressantes sur le plan écologique, essentiellement dans la perspective d’améliorer la connaissance du patrimoine naturel national et de fournir aux différents décideurs un outil d’aide à la prise en compte de l’environnement dans l’aménagement du territoire.
Deux ZNIEFF de type 1 sont recensées sur la commune :
les « bois de Gourdan » (204 ha), couvrant 2 communes du département et 
« la Garonne de la frontière franco-espagnole jusqu'à Montréjeau » (469 ha), couvrant 38 communes dont 28 dans la Haute-Garonne et dix dans les Hautes-Pyrénées
et trois ZNIEFF de type 2, : 
- les « avant-monts de Gourdan-Polignan à Labroquère » (503 ha), couvrant 3 communes du département[28] ;
- « Garonne amont, Pique et Neste » (1 788 ha), couvrant 112 communes dont 42 dans la Haute-Garonne et 70 dans les Hautes-Pyrénées[29] ;
- le « piémont calcaire commingeois et bassin de Sauveterre » (8 553 ha), couvrant 26 communes du département[30].

## Urbanisme

### Typologie
Au 1er janvier 2024, Seilhan est catégorisée commune rurale à habitat dispersé, selon la nouvelle grille communale de densité à sept niveaux définie par l'Insee en 2022.
Elle est située hors unité urbaine. Par ailleurs la commune fait partie de l'aire d'attraction de Saint-Gaudens, dont elle est une commune de la couronne,. Cette aire, qui regroupe 85 communes, est catégorisée dans les aires de moins de 50 000 habitants,.

### Occupation des sols
L'occupation des sols de la commune, telle qu'elle ressort de la base de données européenne d’occupation biophysique des sols Corine Land Cover (CLC), est marquée par l'importance des territoires agricoles (59,1 % en 2018), en diminution par rapport à 1990 (62,7 %). La répartition détaillée en 2018 est la suivante : 
forêts (37,3 %), zones agricoles hétérogènes (32,2 %), prairies (26,8 %), zones industrielles ou commerciales et réseaux de communication (3,6 %). L'évolution de l’occupation des sols de la commune et de ses infrastructures peut être observée sur les différentes représentations cartographiques du territoire : la carte de Cassini (XVIIIe siècle), la carte d'état-major (1820-1866) et les cartes ou photos aériennes de l'IGN pour la période actuelle (1950 à aujourd'hui).

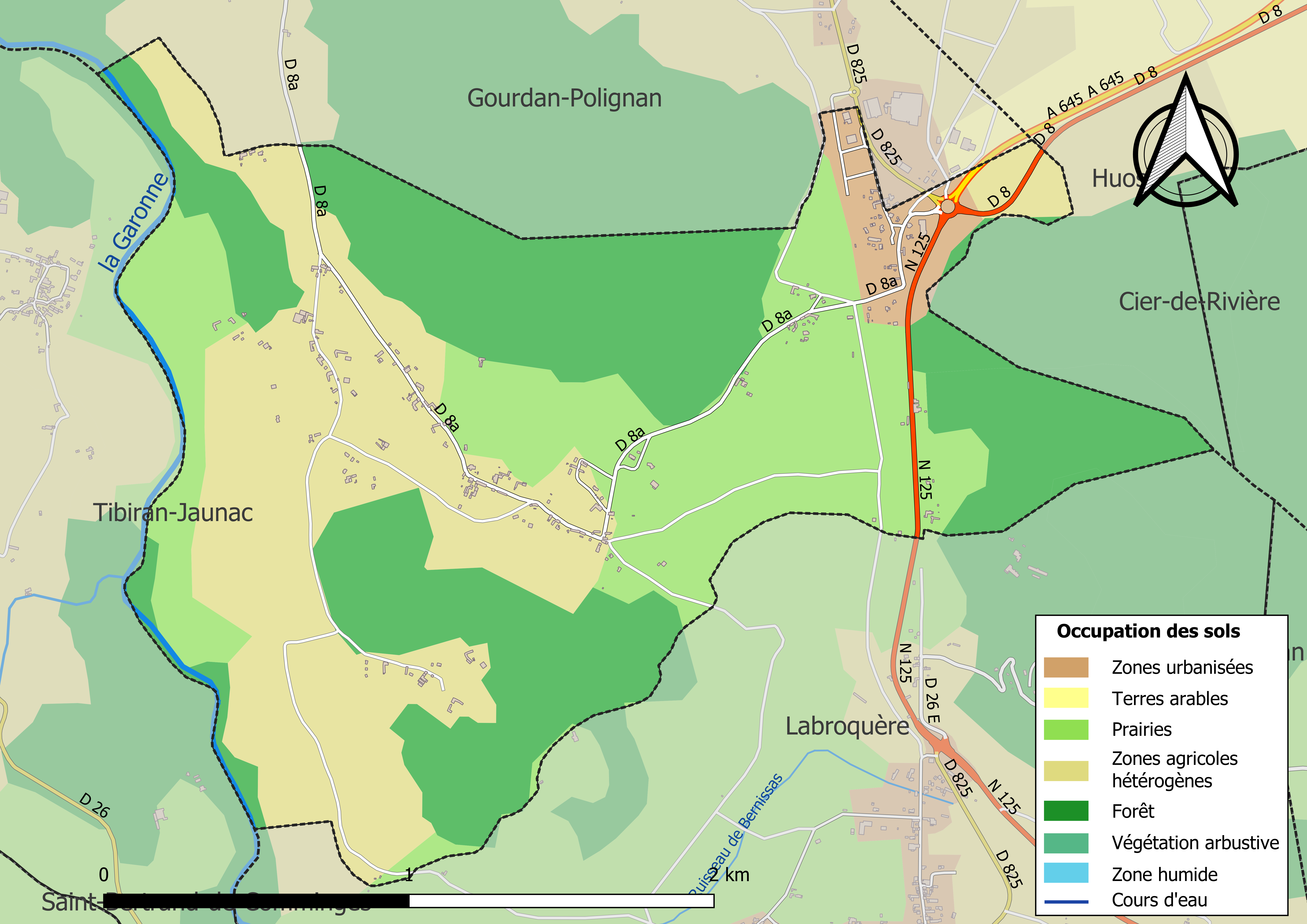
Carte des infrastructures et de l'occupation des sols de la commune en 2018 (CLC).

### Voies de communication et transports
Accès par l'autoroute A64 sortie no 17 puis la route nationale 125, et avec le réseau Arc-en-ciel.

### Risques naturels et technologiques
Le territoire de la commune de Seilhan est vulnérable à différents aléas naturels : météorologiques (tempête, orage, neige, grand froid, canicule ou sécheresse), inondations, feux de forêts et séisme (sismicité modérée). Il est également exposé à un risque technologique, la rupture d'un barrage. Un site publié par le BRGM permet d'évaluer simplement et rapidement les risques d'un bien localisé soit par son adresse soit par le numéro de sa parcelle.

#### Risques naturels
Certaines parties du territoire communal sont susceptibles d’être affectées par le risque d’inondation par débordement de cours d'eau, notamment la Garonne. La commune a été reconnue en état de catastrophe naturelle au titre des dommages causés par les inondations et coulées de boue survenues en 1982, 1999 et 2009,.
Un plan départemental de protection des forêts contre les incendies a été approuvé par arrêté préfectoral du 25 septembre 2006. Seilhan est exposée au risque de feu de forêt du fait de la présence sur son territoire du massif des piémonts des Pyrénées. Il est ainsi défendu aux propriétaires de la commune et à leurs ayants droit de porter ou d’allumer du feu dans l'intérieur et à une distance de 200 mètres des bois, forêts, plantations, reboisements ainsi que des landes. L’écobuage est également interdit, ainsi que les feux de type méchouis et barbecues, à l’exception de ceux prévus dans des installations fixes (non situées sous couvert d'arbres) constituant une dépendance d'habitation,

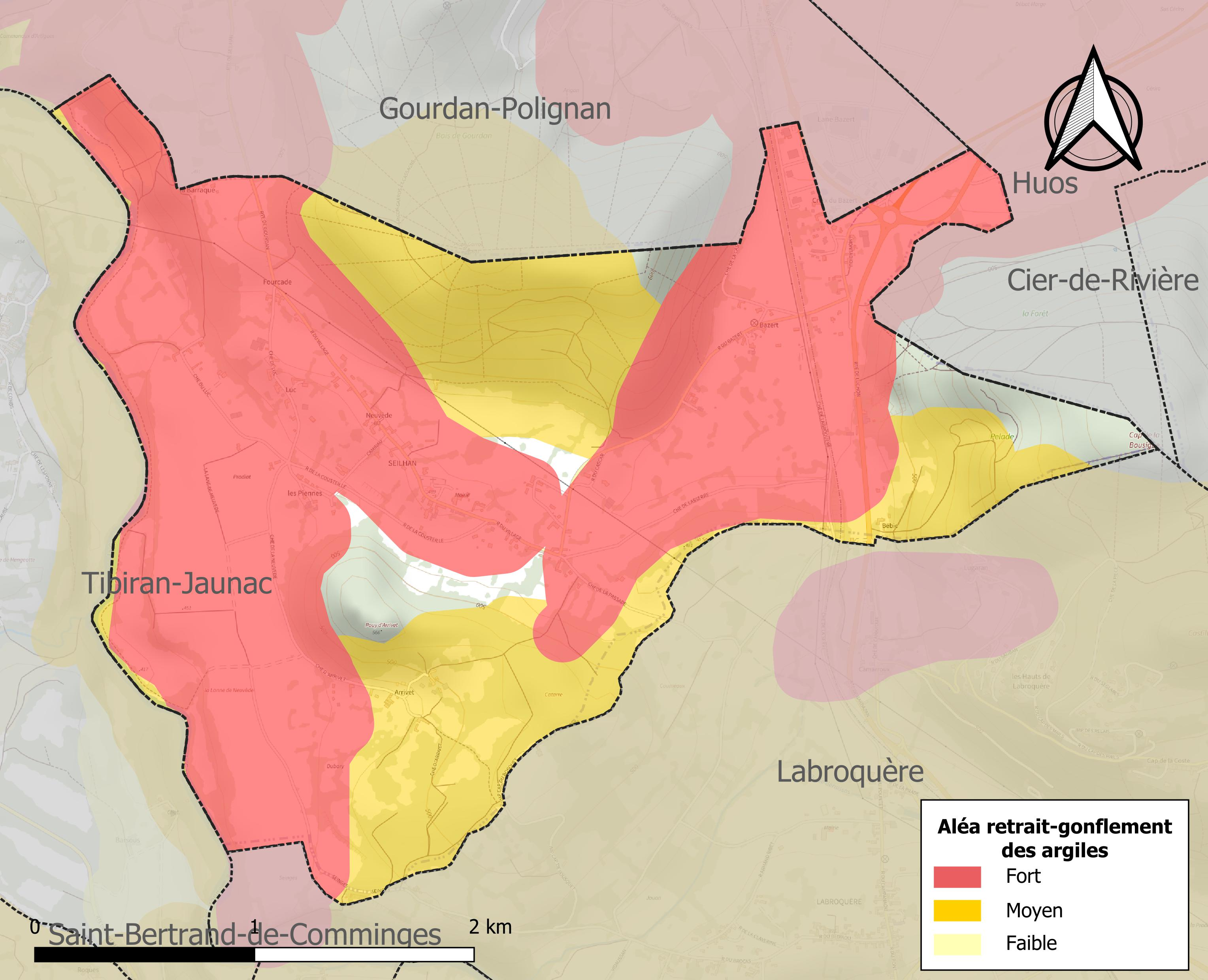
Carte des zones d'aléa retrait-gonflement des sols argileux de Seilhan.

Le retrait-gonflement des sols argileux est susceptible d'engendrer des dommages importants aux bâtiments en cas d’alternance de périodes de sécheresse et de pluie. 92,8 % de la superficie communale est en aléa moyen ou fort (88,8 % au niveau départemental et 48,5 % au niveau national). Sur les 116 bâtiments dénombrés sur la commune en 2019, 116 sont en aléa moyen ou fort, soit 100 %, à comparer aux 98 % au niveau départemental et 54 % au niveau national. Une cartographie de l'exposition du territoire national au retrait gonflement des sols argileux est disponible sur le site du BRGM,.
Par ailleurs, afin de mieux appréhender le risque d’affaissement de terrain, l'inventaire national des cavités souterraines permet de localiser celles situées sur la commune.
Concernant les mouvements de terrains, la commune a été reconnue en état de catastrophe naturelle au titre des dommages causés par la sécheresse en 1989 et 2003 et par des mouvements de terrain en 1999.

#### Risques technologiques
La commune est en outre située en aval des barrages du Portillon, de Cap de Long (Hautes-Pyrénées) et de l'Oule (Hautes-Pyrénées). À ce titre elle est susceptible d’être touchée par l’onde de submersion consécutive à la rupture d'un de ces ouvrages.

## Politique et administration

### Administration municipale
Le nombre d'habitants au recensement de 2011 étant compris entre 100 et 499, le nombre de membres du conseil municipal pour l'élection de 2014 est de onze,.

### Rattachements administratifs et électoraux
Commune faisant partie de la huitième circonscription de la Haute-Garonne, de la communauté de communes des Pyrénées Haut-Garonnaises et du canton de Bagnères-de-Luchon (avant le redécoupage départemental de 2014, Seilhan faisait partie de l'ex-canton de Barbazan).

### Liste des maires
Liste des Maires de Seilhan depuis 1793.
| Période | Période  | Identité           | Étiquette | Qualité |
| ------- | -------- | ------------------ | --------- | ------- |
| 1945    | 1961     | Blaise Nestier     |           |         |
| 1961    | 1987     | Louis Batmalle     |           |         |
| 1987    | 2001     | Denise Vigneaux    |           |         |
| 2001    | 2008     | Thierry Sentous    |           |         |
| 2008    | 2014     | Pierre-Louis Delès |           |         |
| 2014    | En cours | Denise Vigneaux    |           |         |

## Équipements et services publics

### Espaces publics
Depuis une vingtaine d'années, Seilhan participe au concours des villages fleuris organisé par le conseil général de Haute-Garonne.
Le village a souvent été récompensé par le passée :
- En 1994, 2002, 2011, 2014 et 2017, Seilhan a obtenu le 1er Prix[43].

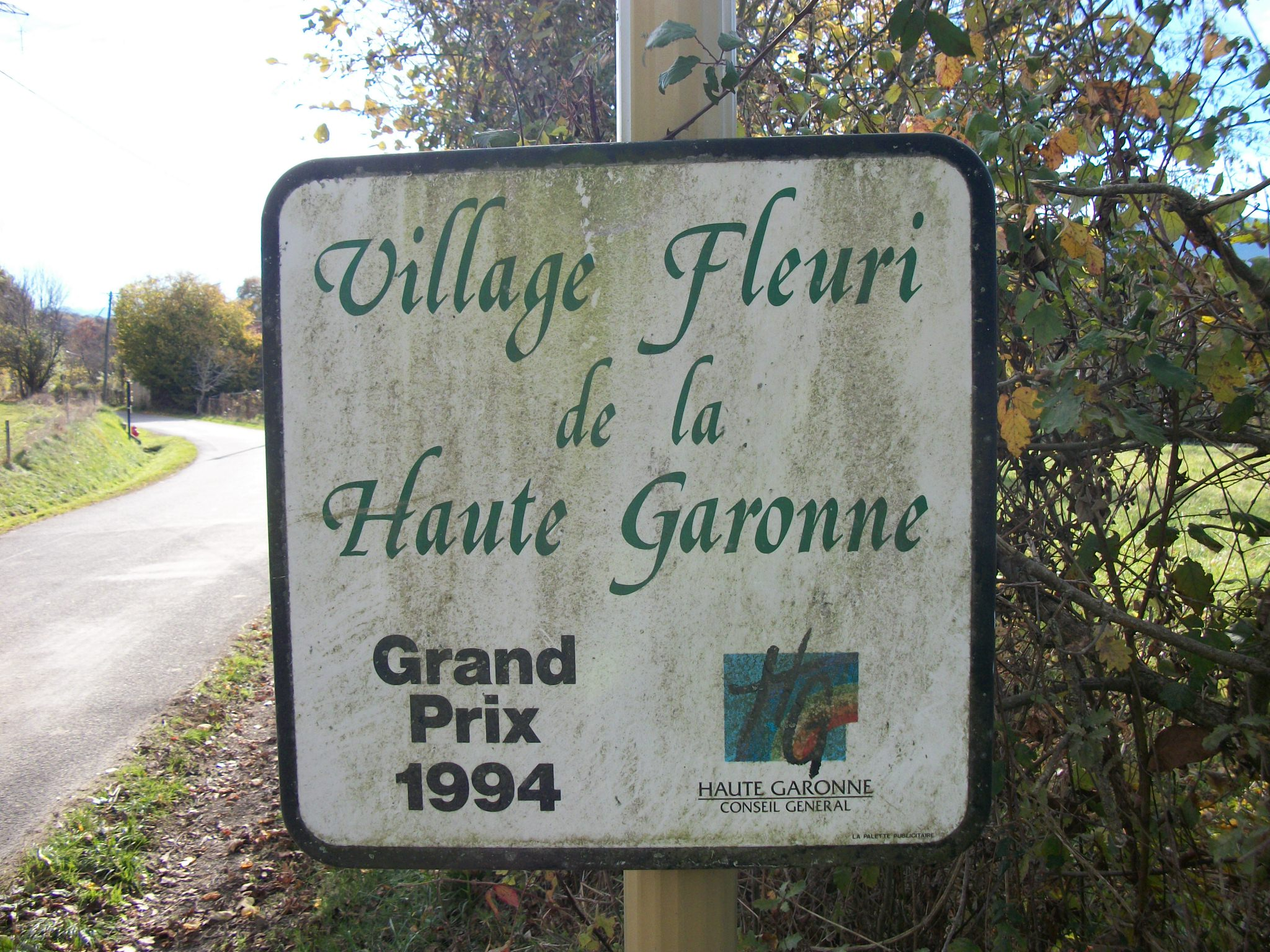
Seilhan, 1er Prix des Villages fleuris en 1994
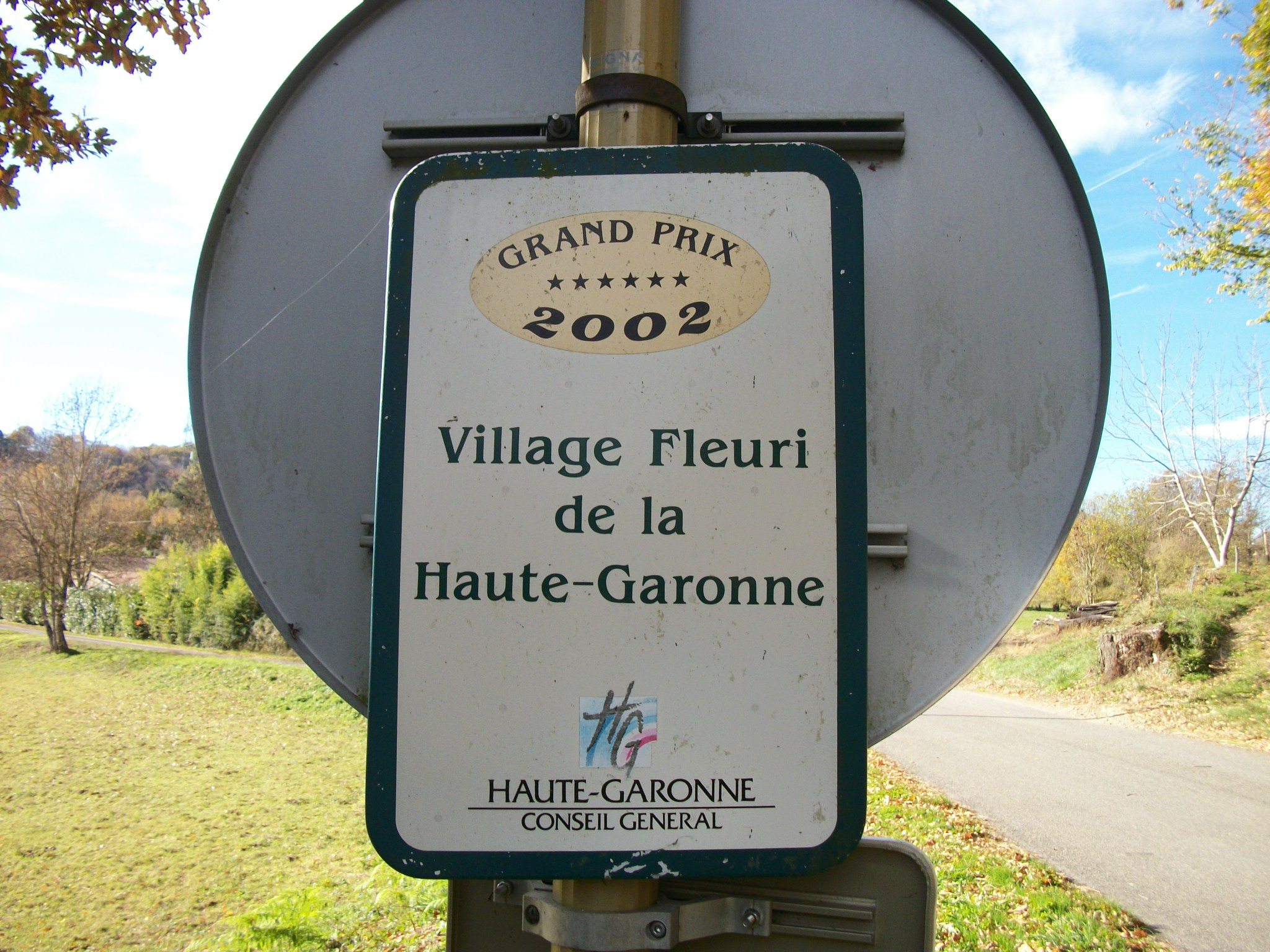
Seilhan, 1er Prix des Villages fleuris en 2002
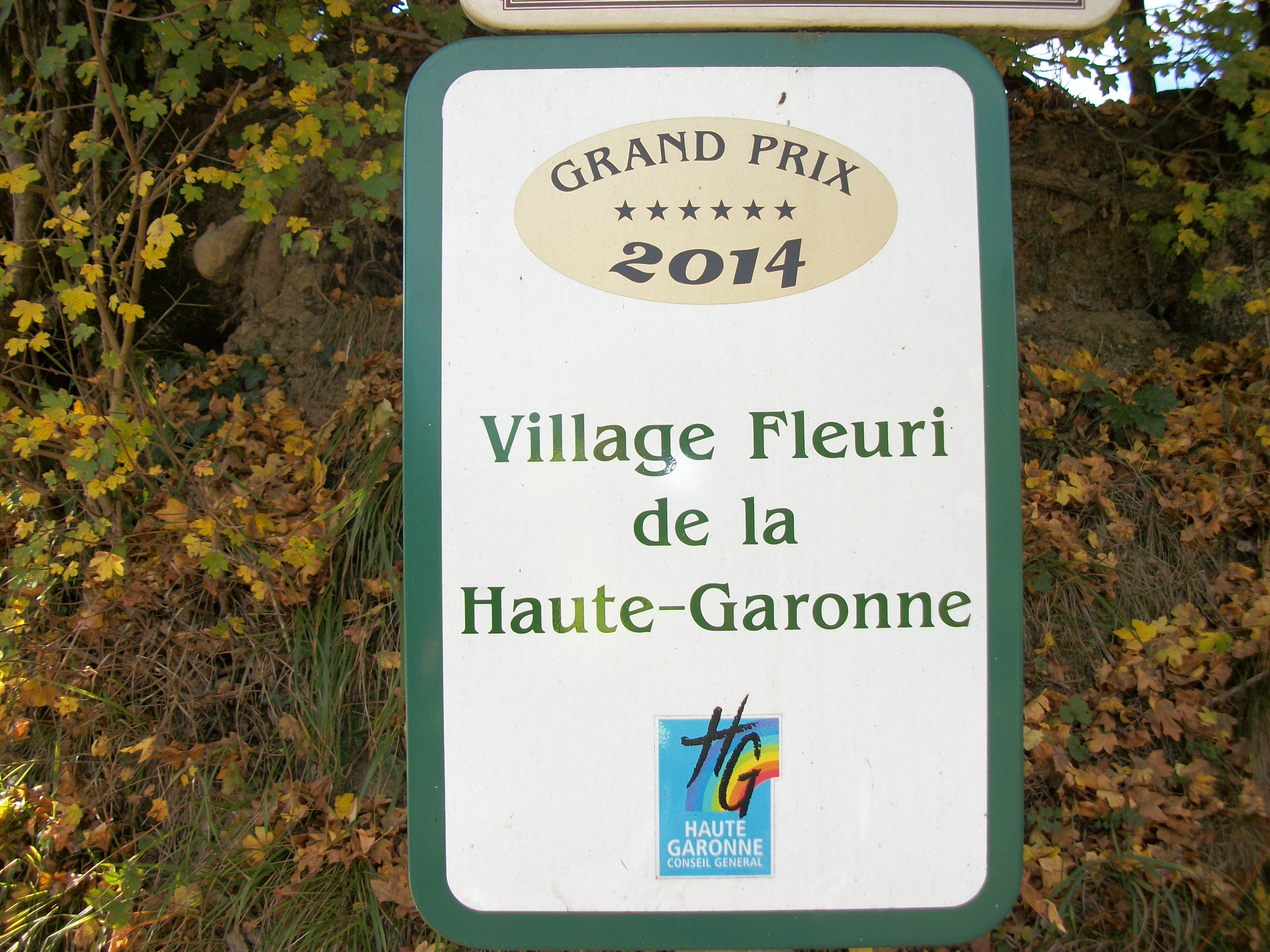
Seilhan, 1er Prix des Villages fleuris en 2014

### Enseignement
Seilhan fait partie de l'académie de Toulouse.
L'éducation est assurée par un regroupement pédagogique intercommunal avec les communes de Luscan, Galié, Barbazan, Labroquère, Valcabrère et Saint-Bertrand de Comminges de la maternelle au primaire, sur la commune  de Barbazan CE1 et CE2, sur la commune de Labroquère CP, CM1, CM2 et maternelle à Saint-Bertrand de Comminges.

## Population et société

### Démographie
L'évolution du nombre d'habitants est connue à travers les recensements de la population effectués dans la commune depuis 1901. Pour les communes de moins de 10 000 habitants, une enquête de recensement portant sur toute la population est réalisée tous les cinq ans, les populations de référence des années intermédiaires étant quant à elles estimées par interpolation ou extrapolation. Pour la commune, le premier recensement exhaustif entrant dans le cadre du nouveau dispositif a été réalisé en 2006.

En 2022, la commune comptait 209 habitants, en évolution de +2,45 % par rapport à 2016 (Haute-Garonne : +8,02 %, France hors Mayotte : +2,11 %).
| 1901 | 1906 | 1911 | 1921 | 1926 | 1931 | 1936 | 1946 | 1954 |
| ---- | ---- | ---- | ---- | ---- | ---- | ---- | ---- | ---- |
| 326  | 314  | 296  | 254  | 260  | 232  | 241  | 226  | 228  |

| 1962 | 1968 | 1975 | 1982 | 1990 | 1999 | 2006 | 2011 | 2016 |
| ---- | ---- | ---- | ---- | ---- | ---- | ---- | ---- | ---- |
| 210  | 202  | 194  | 182  | 188  | 187  | 202  | 200  | 204  |

| 2021 | 2022 | - | - | - | - | - | - | - |
| ---- | ---- | - | - | - | - | - | - | - |
| 209  | 209  | - | - | - | - | - | - | - |

| selon la population municipale des années : | 1968 | 1975 | 1982 | 1990 | 1999 | 2006 | 2009 | 2013 |
| Rang de la commune dans le département      | 277  | 264  | 330  | 345  | 368  | 372  | 387  | 393  |
| Nombre de communes du département           | 592  | 582  | 586  | 588  | 588  | 588  | 589  | 589  |

### Manifestations culturelles et festivités
Comité des fêtes, vide grenier, bal musette,

### Sports et loisirs
Pistes cyclables, randonnées pédestres, chasse,

## Économie

### Revenus
En 2018  (données Insee publiées en septembre 2021), la commune compte 83 ménages fiscaux, regroupant 203 personnes. La médiane du revenu disponible par unité de consommation est de 20 330 € (23 140 € dans le département).

### Emploi
|                | 2008  | 2013   | 2018  |
| -------------- | ----- | ------ | ----- |
| Commune        | 1,7 % | 14,7 % | 8,3 % |
| Département    | 7,7 % | 9,6 %  | 9,3 % |
| France entière | 8,3 % | 10 %   | 10 %  |

En 2018, la population âgée de 15 à 64 ans s'élève à 122 personnes, parmi lesquelles on compte 67,5 % d'actifs (59,2 % ayant un emploi et 8,3 % de chômeurs) et 32,5 % d'inactifs,. Depuis 2008, le taux de chômage communal (au sens du recensement) des 15-64 ans est inférieur à celui de la France et du département.
La commune fait partie de la couronne de l'aire d'attraction de Saint-Gaudens, du fait qu'au moins 15 % des actifs travaillent dans le pôle,. Elle compte 54 emplois en 2018, contre 33 en 2013 et 15 en 2008. Le nombre d'actifs ayant un emploi résidant dans la commune est de 73, soit un indicateur de concentration d'emploi de 73,9 % et un taux d'activité parmi les 15 ans ou plus de 49,4 %.
Sur ces 73 actifs de 15 ans ou plus ayant un emploi, 17 travaillent dans la commune, soit 24 % des habitants. Pour se rendre au travail, 83,3 % des habitants utilisent un véhicule personnel ou de fonction à quatre roues, 5,6 % les transports en commun, 5,6 % s'y rendent en deux-roues, à vélo ou à pied et 5,6 % n'ont pas besoin de transport (travail au domicile).

### Activités hors agriculture
30 établissements sont implantés  à Seilhan au 31 décembre 2019. Le tableau ci-dessous en détaille le nombre par secteur d'activité et compare les ratios avec ceux du département,.
Le secteur du commerce de gros et de détail, des transports, de l'hébergement et de la restauration est prépondérant sur la commune puisqu'il représente 36,7 % du nombre total d'établissements de la commune (11 sur les 30 entreprises implantées  à Seilhan), contre 25,9 % au niveau départemental.

### Agriculture
|               | 1988 | 2000 | 2010 | 2020 |
| ------------- | ---- | ---- | ---- | ---- |
| Exploitations | 23   | 18   | 14   | 8    |
| SAU (ha)      | 202  | 223  | 211  | 128  |

La commune est dans les « Pyrénées centrales », une petite région agricole occupant le sud du département de la Haute-Garonne, massif montagneux où s’étagent les vallées profondes, la forêt et les zones intermédiaires, les estives. En 2020, l'orientation technico-économique de l'agriculture  sur la commune est l'élevage de bovins, pour la viande. Huit exploitations agricoles ayant leur siège dans la commune sont dénombrées lors du recensement agricole de 2020 (23 en 1988). La superficie agricole utilisée est de 128 ha,,.

## Culture locale et patrimoine

### Lieux et monuments
- Église Saint-Bertrand construite en 1848 avec l'aide du Baron de Lassus, elle fut surélevée en 1853, le clocher est constitué d'une tour semi-octogonale avec terrasse (très rare dans la région)[56].
- Un autel votif dédié au dieu topique Baesert a été retrouvé dans les vestiges de la chapelle Notre-Dame-du-Bazert.
- Source et monument en souvenir de saint Benoît-Joseph Labre (XVIIIe siècle)[56].
- Monument avec une croix en fer forgé (restauré il y a quelques années).

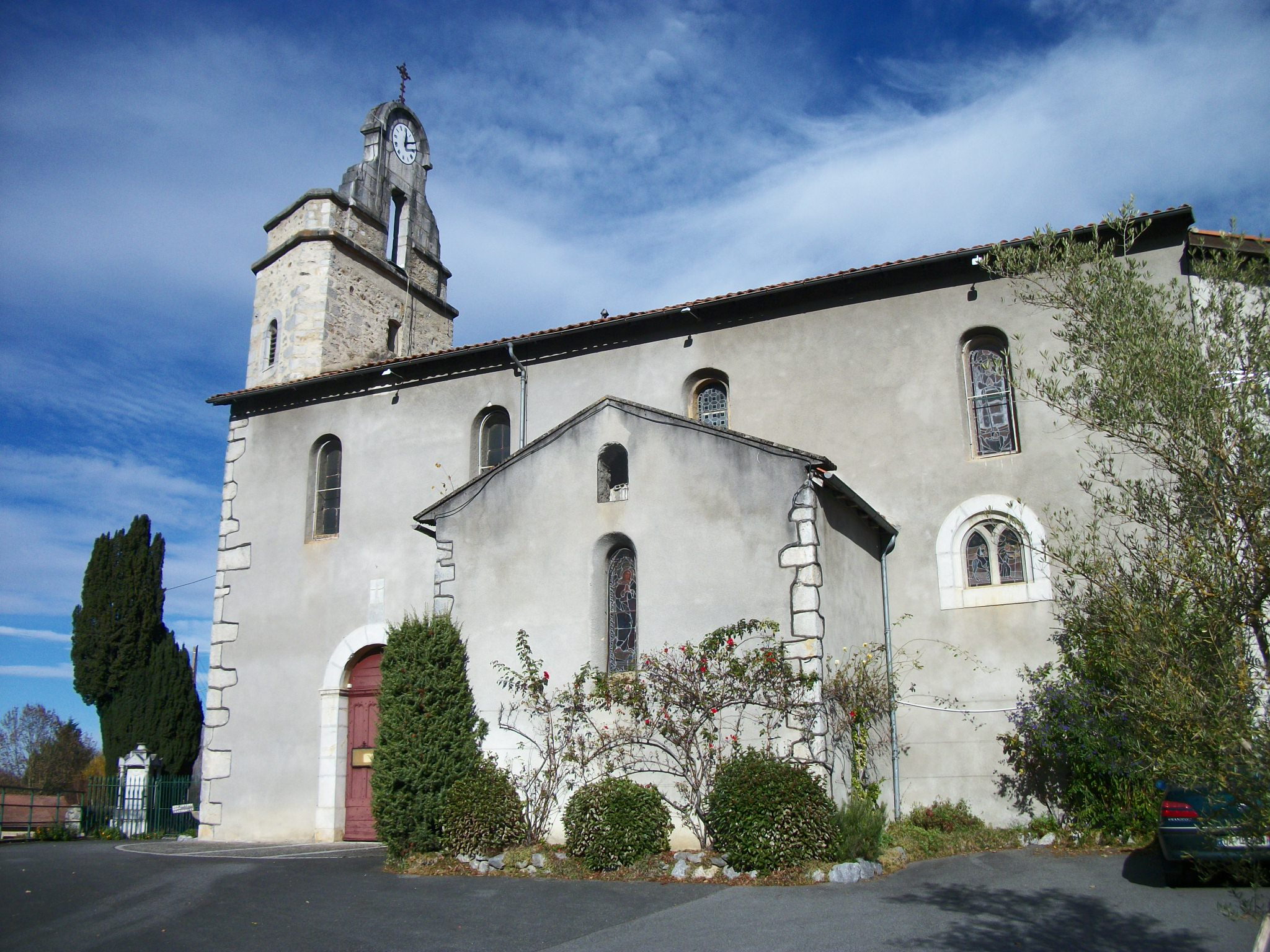
Église Saint-Bertrand construite en 1848
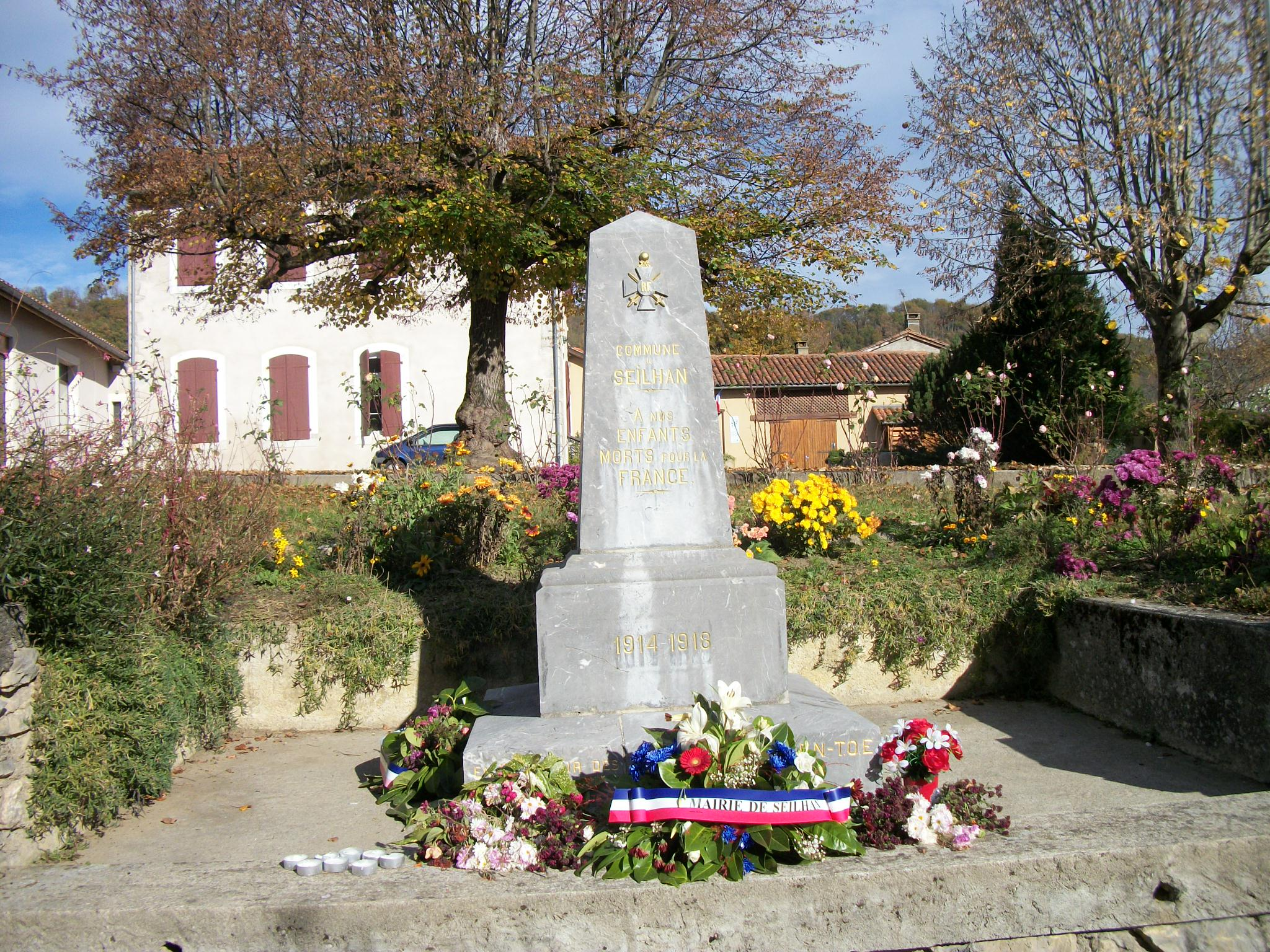
Monument aux morts
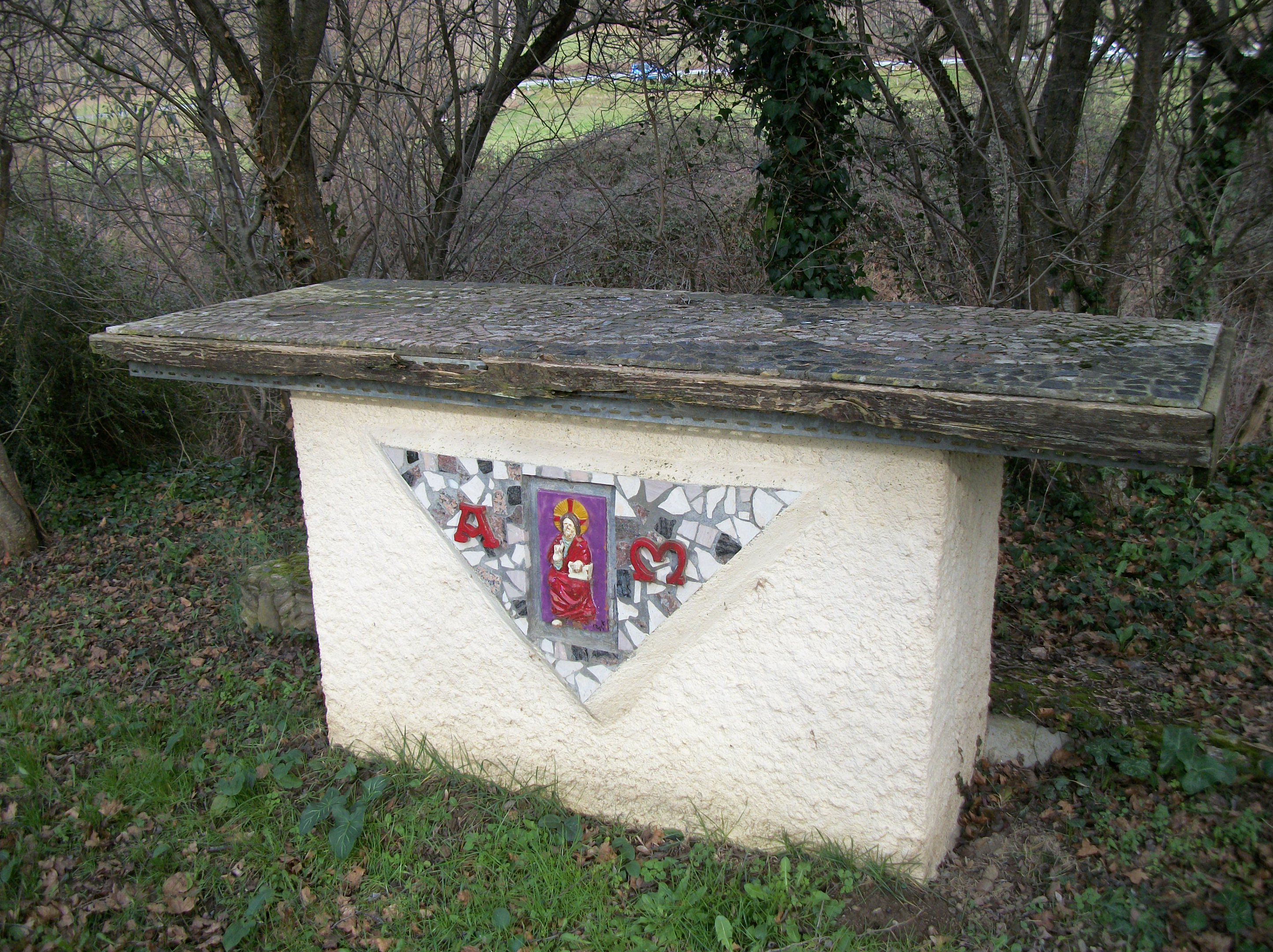
Monument en souvenir de Benoît Labre

## Pour approfondir